# اولشو
شهر اولشو (به فرانسوی: Hulshout) در شهرستان تورنو در استان آنتوئر در منطقه فلاندری در کشور بلژیک واقع شده‌است.